# Kanamori Tokujirō

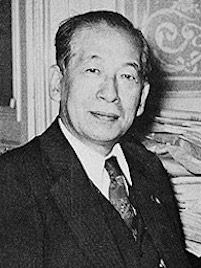
Kanamori Tokujirō

Kanamori Tokujirō (japanisch 金森 徳次郎; geboren 17. März 1886 in Nagoya (Präfektur Aichi); gestorben 16. Juni 1959 in Tokio) war ein japanischer Rechtsgelehrter, Regierungsbeamter und Politiker.

## Leben und Wirken
Kanamori Tokujirō machte 1911 seinen Studienabschluss an der juristischen Fakultät der Universität Tokio und begann für das Finanzministerium zu arbeiten. 1934 wurde er im Kabinett Okada mit der Leitung des Legislativbüros beauftragt. Er unterstützte den Verfassungsrechtler Minobe Tatsukichi und dessen Theorie zur Stellung des Tennō innerhalb der Verfassung, schied dann aber auf Grund von Angriffen der rechten Seite 1936 aus dem Staatsdienst aus.
Nach Ende des Zweiten Weltkriegs wurde Kanamori zum Mitglied des Herrenhauses ernannt und später Staatsminister im 1. Kabinett Yoshida einschließlich Umbildung. In dieser Funktion war er dafür zuständig, Fragen des Reichstags zur neuen Verfassung zu beantworten. Was die Frage der Position des Kaisers in der neuen Verfassung anbetraf, so stellte er fest, „der Kaiser werde weiterhin das Zentrum der nationalen Verehrung sein“.
Mit Verkündigung der neuen Verfassung 1946 zog sich Kanamori aus dem Staatsdienst zurück. 1948 wurde er erster Direktor der nach dem Vorbild der amerikanischen Library of Congress organisierten Nationalen Parlamentsbibliothek (engl. "National Diet Library", NDL).